# Sannantha procera
Sannantha procera är en myrtenväxtart som först beskrevs av J.W.Dawson, och fick sitt nu gällande namn av Peter G.Wilson. Sannantha procera ingår i släktet Sannantha och familjen myrtenväxter. Inga underarter finns listade i Catalogue of Life.